# Cobelura howdenorum
Cobelura howdenorum är en skalbaggsart som beskrevs av Corbett 2004. Cobelura howdenorum ingår i släktet Cobelura och familjen långhorningar. Inga underarter finns listade i Catalogue of Life.